# Aspila
Aspila is een geslacht van vlinders van de familie Uilen (Noctuidae), uit de onderfamilie Heliothinae.

## Soorten
- A. albivenata Hampson, 1916
- A. beckeri Poole & Mitter, 1993
- A. belladonna Edwards, 1881
- A. borealis Hampson, 1903
- A. citrea Poole & Mitter, 1993
- A. conifera Hampson, 1913
- A. cystiphora Wallengren, 1860
- A. dejeani Oberthür, 1893
- A. designata Brandt, 1941
- A. distincta Schaus, 1898
- A. ebenicor Poole & Mitter, 1993
- A. enigma Poole & Mitter, 1993
- A. fervens Butler, 1881
- A. flavescens Janse, 1917
- A. flavigera Hampson, 1907
- A. flavirufa Hampson, 1910
- A. hyalosticta Hampson, 1896
- A. lupata Grote, 1875
- A. maritima Graslin, 1855
- A. mekrana Brandt, 1941
- A. melanoleuca Mitchell, 1997
- A. metachrisea Hampson, 1903
- A. mirabilis Poole & Mitter, 1993
- A. molochitina Berg, 1882
- A. nanna Hampson, 1906
- A. nubigera Herrich-Schäffer, 1851
- A. ononis Schiffermüller, 1775

- A. oregonica Edwards, 1875
- A. paradoxus Grote, 1865
- A. parana Poole & Mitter, 1993
- A. pauliani Viette, 1959
- A. peltigera Schiffermüller, 1776
- A. phloxiphaga Grote, 1867
- A. planaltina Poole & Mitter, 1993
- A. posttriphaena Rothschild, 1924
- A. prorupta Grote, 1873
- A. puno Poole & Mitter, 1993
- A. saskai Berio, 1975
- A. scutuligera Guenée, 1852
- A. subflexa Guenée, 1852
- A. tergemina Felder, 1874
- A. translucens Felder, 1874
- A. turbata Walker, 1858
- A. virescens Fabricius, 1777
- A. viriplaca Hüfnagel, 1766
- A. xanthiata Walker, 1865